# 1989 a tudományban

## Csillagászat,űrkutatás
- március 22. éjjel – A chilei La Silla hegy tetején üzembe helyezik az Európai Déli Csillagvizsgálót, az Európai Űrügynökség új, nyolcszög alaprajzú teleszkópját.
- május 4. – Elindul a Vénusz felé a Magellan űrszonda.
- augusztus – A 4769 Castalia kisbolygó az első, amiről közvetlenül kép készül az Areciboi rádiótávcsővel.
- október 8. – Az Atlantis űrrepülőgépről elindítják a Jupiter felé a Galileo űrszondát.
- augusztus – a Voyager–2 eléri a Neptunusz bolygót
- március 25.: Az orosz Kozmosz műholdprogram egyszerre (egy hordozórakétával) nyolc szputnyik (Kozmosz 2008 - 2015) fellövésével folytatódott. A program hivatalosan meghirdetett célja a világűrkutatás[1]

## Fizika
- március 23. – Stanley Pons és Martin Fleischmann sikeres hidegfúziót jelentenek be  Utah Egyetemen.
- november 13. – Üzembe helyezik a franciaországi Prévessin-ban a LEP-et, a Nagy elektron-pozitron ütköztetőt.

## Számítástechnika
- július 26. – Egy szövetségi bíróság elítéli a Cornell University diákját, Robert Tappan Morris, Jr.-t számítógépes vírus készítéséért, ő az első, akit elítélnek az 1986-os jogszabály alapján.
- ANSI C szabvány bevezetése.

## Technika
- A Le Bourget-i repülőnapon bemutatják az An-225-öt, a világ akkori legnagyobb repülőgépét.
- december 5. – A francia TGV vonat 482,4 km/h csúcssebességet ér el.
- A kaliforniai Mojave-sivatagban a LUZ cég üzembe helyezi naperőművét, melyben víz helyett a jobb hőtárolóképességű olaj kering.

## Díjak
- Nobel-díj
  - Fizikai Nobel-díj: Wolfgang Paul (Németország) és Hans Georg Dehmelt (USA) „az ioncsapda technika kifejlesztéséért”; illetve Norman Foster Ramsey (USA) „a szeparált oszcillátormezők módszerének kifejlesztéséért, és alkalmazásáért a hidrogénmézerben és más atomórákban”.
  - Kémiai Nobel-díj:  Sidney Altman, Thomas Cech „az RNS katalítikus tulajdonságainak felfedezéséért”.
  - Fiziológiai és orvostudományi Nobel-díj: J. Michael Bishop, Harold Varmus megosztva „a celluláris onkogének felfedezéséért”.
- Turing-díj:  William Kahan

## Halálozások
- február 27. – Konrad Lorenz osztrák zoológus (* 1903).
- április 22. – Kulin György magyar csillagász (* 1905).
- augusztus 12. – William Bradford Shockley amerikai fizikus (* 1910).
- október 11. – M. King Hubbert amerikai geológus, geofizikus (* 1903).
- december 8. – Max Grundig német vállalkozó (* 1908).
- december 14. – Andrej Dmitrijevics Szaharov szovjet, orosz magfizikus, Nobel-békedíjas emberjogi aktivista (* 1921).
- december 28. – Hermann Oberth erdélyi szász származású német fizikus, az űrkutatás egyik úttörője (* 1894).